# Piccadilly Magic 1152
 (janvier 2024).
Si vous disposez d'ouvrages ou d'articles de référence ou si vous connaissez des sites web de qualité traitant du thème abordé ici, merci de compléter l'article en donnant les références utiles à sa vérifiabilité et en les liant à la section « Notes et références ».
Piccadilly Magic 1152 est une station de radio qui commença a diffuser sous le nom de Piccadilly Radio et qui est la première radio commerciale à s'installer à Manchester.